# Battaglia di Jiuliancheng
La battaglia di Jiuliancheng  o battaglia del fiume Yalu fu uno scontro militare combattuto il 24 ottobre 1894 tra le truppe dell'Impero giapponese e l'esercito dell'Impero cinese.

## Nome
Può capitare che ci si riferisca a questa battaglia con il nome di "battaglia del fiume Yalu" in quanto combattuta in corrispondenza di questo corso d'acqua, tuttavia gli storici moderni tendono a rinominare lo scontro "battaglia di Jiuliancheng"  per evitare confusioni con altri due scontri omonimi (uno dei due combattuto proprio nell'arco della stessa guerra circa un mese prima)

## Svolgimento
Dopo la vittoria della Marina imperiale giapponese nella battaglia del fiume Yalu il 17 settembre i 10 000 uomini del primo corpo d'armata dell'Esercito imperiale giapponese sotto il comando di Aritomo Yamagata decisero di attraversare il fiume Yalu entrando in Manciuria.
L'esercito cinese sul lato opposto del fiume poteva contare sulle fortificazioni della città di Wiju.
In serata del 24 ottobre i giapponesi riuscirono a sistemare un ponte improvvisato su cui attraversare il fiume, la disattenzione dei soldati cinesi e l'incompetenza del suo comandante consentì ai giapponesi di piazzare il ponte immediatamente davanti alle fortificazioni cinesi. I giapponesi iniziarono un attacco notturno che si protrasse per circa 3 ore, quando i soldati cinesi nonostante il forte sovrannumero decisero di abbandonare le loro postazioni.

## Eventi posteriori
La città di Antung, capoluogo della regione, (moderna Dandong) fu occupato il giorno seguente senza alcuna resistenza e posto sotto l'amministrazione civile giapponese di Komura Jutarō (in seguito sostituito da Yasumasa Fukushima)
Dopo questa battaglia il primo corpo d'armata giapponese si divise in due gruppi:
- il primo, sotto il comando di Katsura Tarō, inseguì l'esercito cinese ingaggiandolo in una serie di schermaglie minori, isolando Port Arthur;
- il secondo, sotto il comando di Yasukata Oku, si diresse verso nord affrontando il rigido inverno della Manciuria settentrionale per raggiungere la capitale Mukden